# Sadegh Goudarzi
Sadegh Goudarzi (in persiano صادق گودرزى‎; Malayer, 22 settembre 1987) è un lottatore iraniano, specializzato nella lotta libera.

## Palmarès
- Giochi olimpici

Londra 2012: argento nei 74 kg.
- Mondiali

Herning 2009: bronzo nei 74 kg.
Mosca 2010: argento nei 74 kg.
Istanbul 2011: argento nei 74 kg.
- Giochi asiatici

Canton 2010: oro nei 74 kg.
- Campionati asiatici

Pattaya 2009: oro nei 74 kg.
Gumi 2012: oro nei 74 kg.